# Vodovodní baterie
Vodovodní baterie je zařízení, které slouží k výdeji vody z vodovodu. Vlastností baterie je, že v ní může docházet ke směšování teplé a studené vody. Podle konstrukce jsou baterie např. kohoutkové nebo pákové.

## Galerie

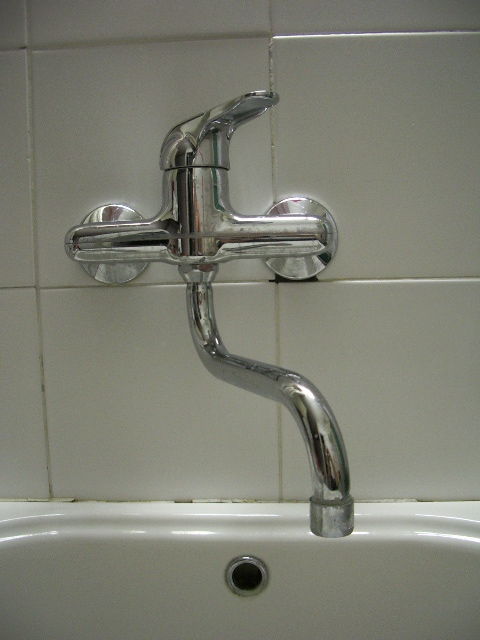
Příklad pákové baterie s dvěma vstupy
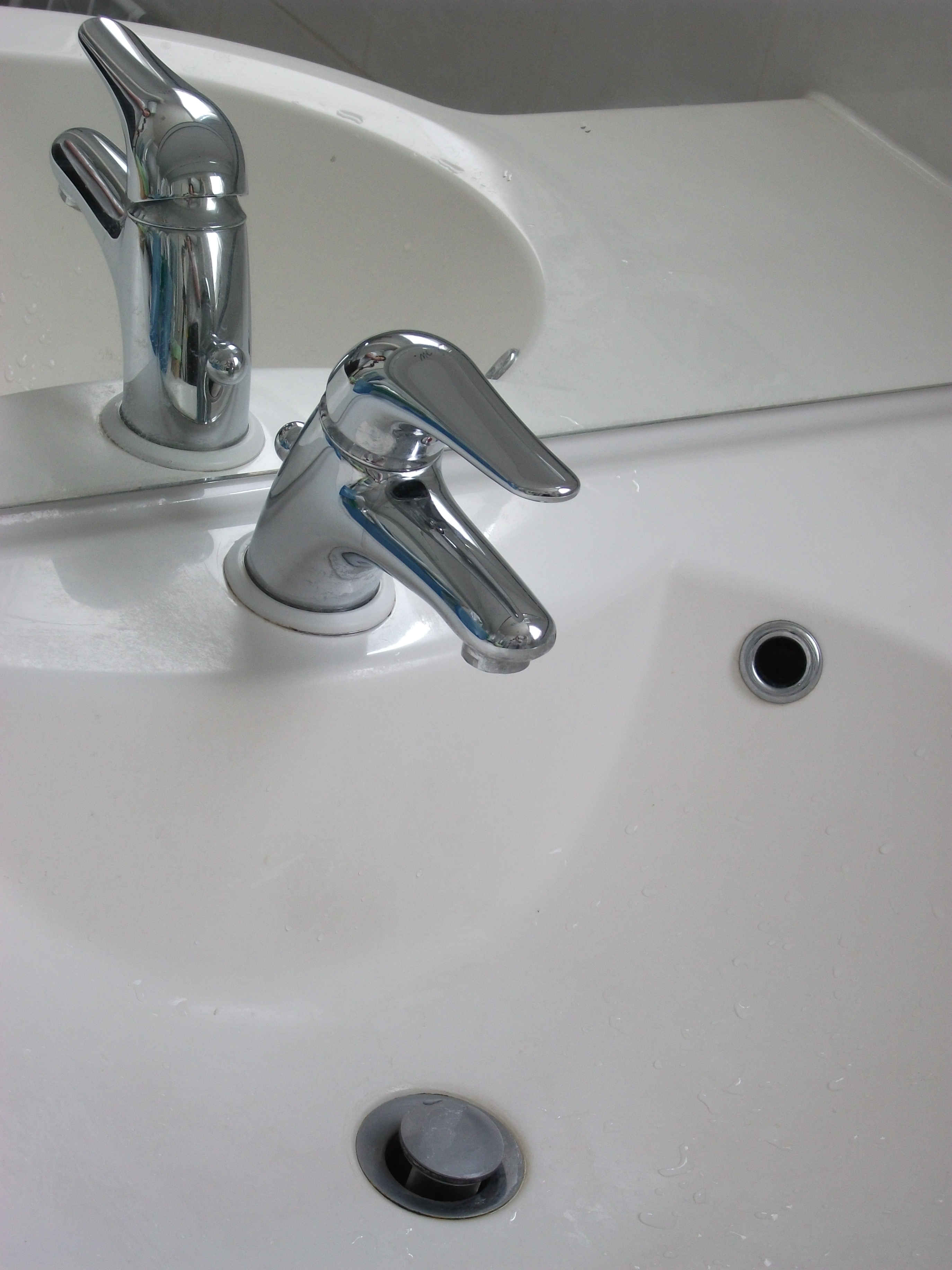
Příklad umyvadlové pákové baterie
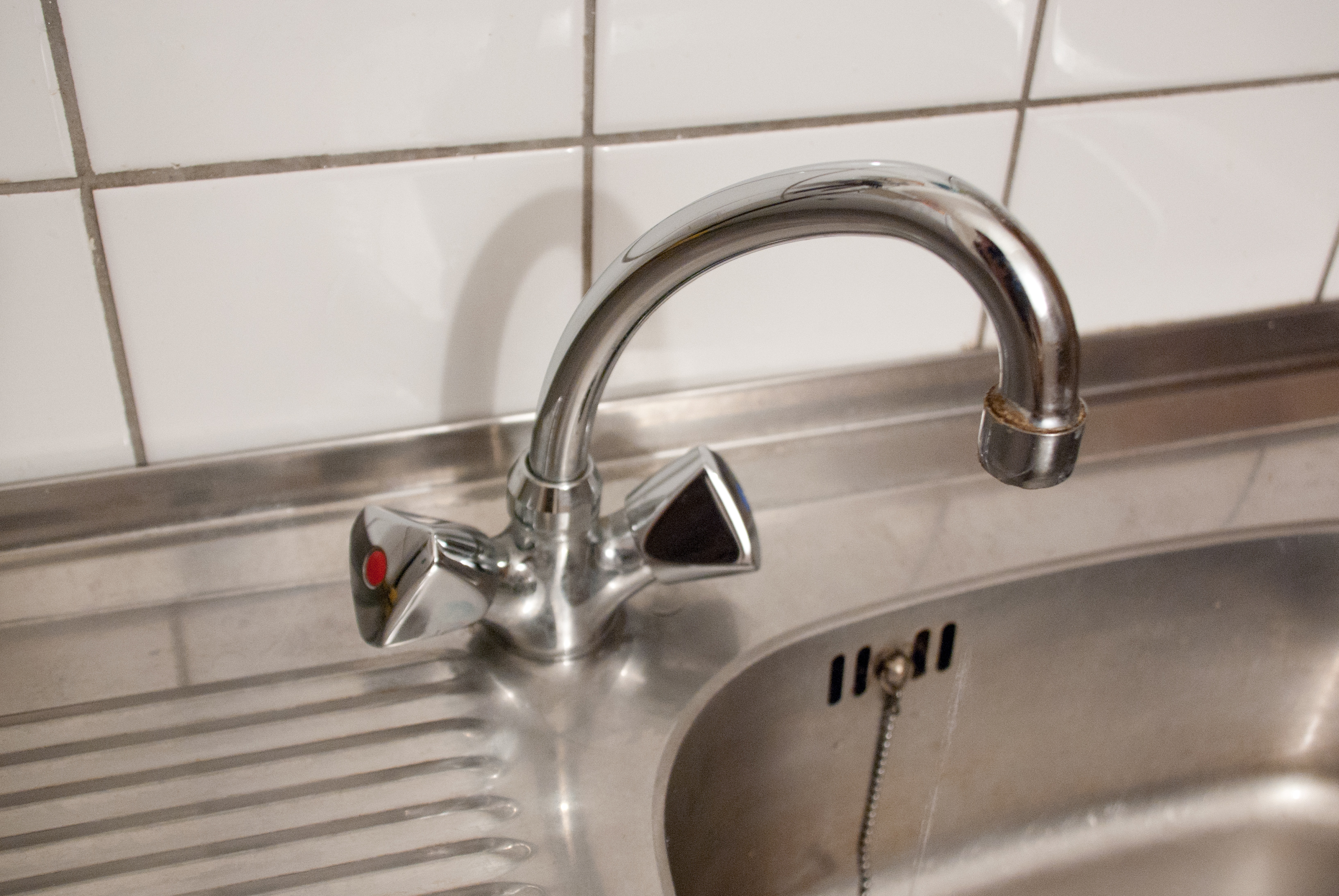
Příklad dřezové kohoutkové baterie
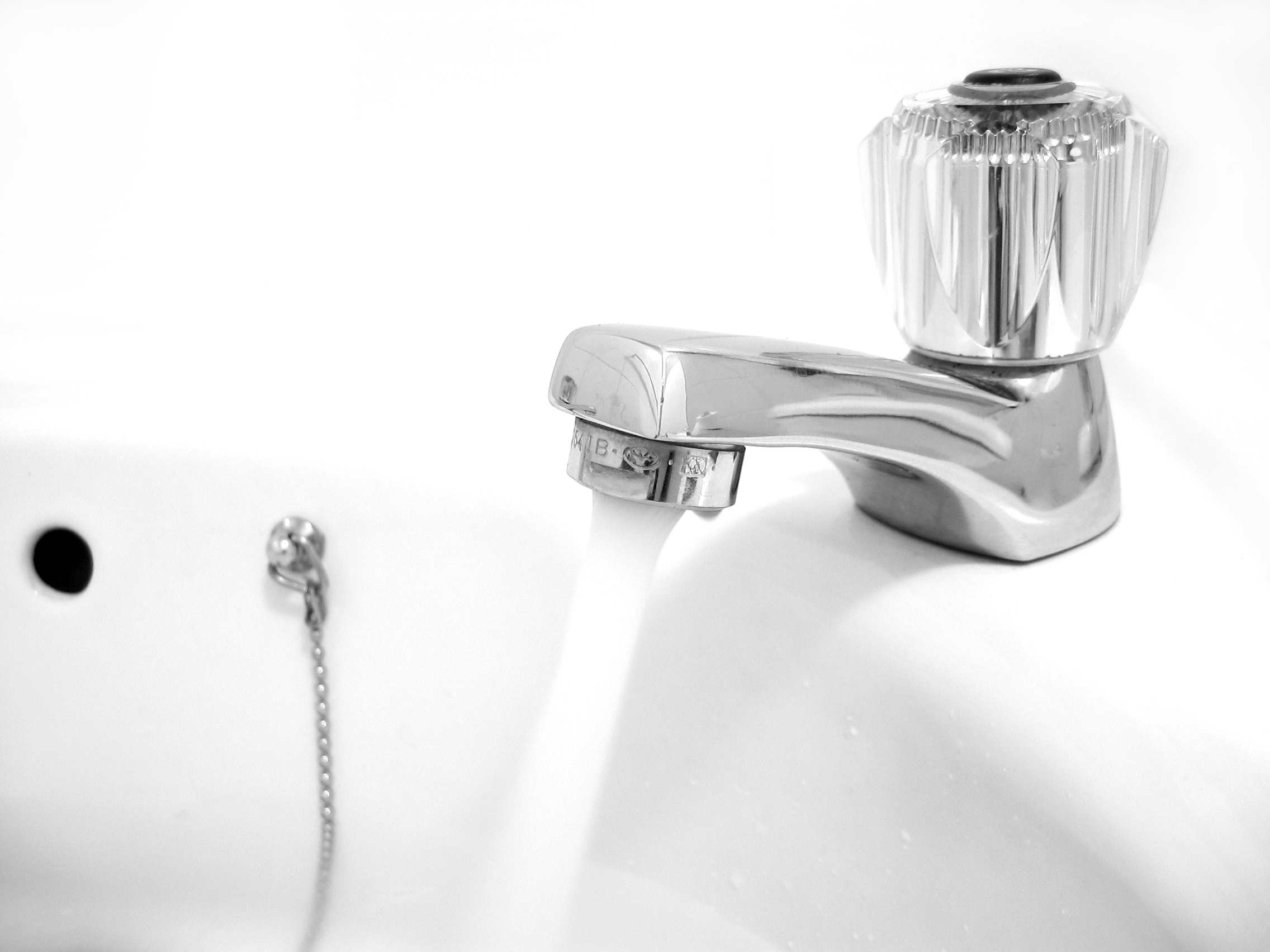
Příklad jednoduchého kohoutku